# Президентские выборы в Таджикистане (1999)
Президентские выборы в Таджикистане 1999 — очередные, третьи в истории независимого Таджикистана выборы президента этой республики состоялись 6 ноября 1999 года, через примерно два года после окончания разрушительной гражданской войны, которая длилась в стране с мая 1992 года по июнь 1997 года.
За два месяца до этих президентских выборов, в республике состоялся всенародный конституционный референдум, по итогам которого в Конституцию Республики Таджикистан, принятую в ноябре 1994 года были внесены ряд изменений (65 изменений), главные из которых введение в республике двухпалатного парламента, а также увеличение президентского срока с пяти до семи лет (но не более двух сроков подряд).

## Участники
О намерении участвовать на президентских выборах заявил действующий президент Республики Таджикистан с ноября 1994 года и фактический глава республики с ноября 1992 года — Эмомали Рахмонов, являющийся одновременно с марта 1998 года лидером правящей и крупнейшей в стране партии — левоцентристской, традиционалистской и умеренно националистической Народно-демократической партии Таджикистана, выступающая за укрепление в Таджикистане светского государства (секуляризма), этатизма и сохранения союзнических отношений с Россией и Китаем. Кандидатуру Эмомали Рахмонова поддержала старейшая и до этого правящая партия страны — Коммунистическая партия Таджикистана во главе с Шоди Шабдоловым, из-за чего коммунисты не выдвинули своего кандидата, попросив свой электорат, состоящий в основном из ветеранов, пенсионеров и рабочих голосовать за действующего президента.
Оппозиционная Социалистическая партия Таджикистана по мере приближения выборов планировала выдвинуть кандидатом от себя своего лидера — влиятельного политика, сыгравшего большую роль в период гражданской войны — юриста Сафарали Кенджаева. Сафарали Кенджаев к тому моменту был не согласен с рядом решений и позиций по различным вопросам с действующим президентом, и считался одним из главных конкурентов Эмомали Рахмонова на выборах. Завуалированную поддержку Сафарали Кенджаеву оказывали руководство России и Узбекистана. С последним отношения Таджикистана зашли в тупик к середине 1990-х годов. 30 марта 1999 года Сафарали Кенджаев был застрелен своим личным водителем и телохранителем. Обстоятельства и причины убийства до сих пор точно не определены, из-за чего существуют версии, согласно которым он был устранён по приказу Эмомали Рахмонова, увидевшего в нём угрозу своей власти. После загадочного и нераскрытого убийства Сафарали Кенджаева, Социалистическая партия Таджикистана не выдвинула своего кандидата на выборах, попросив другие партии и движения, а также избирателей бойкотировать выборы в знак протеста.
От официально зарегистрированной оппозиции о своём намерении участвовать на выборах заявили три партии: Партия исламского возрождения Таджикистана, Демократическая партия Таджикистана и Партия экономических и политических обновлений Таджикистана. Исламисты выдвинули от себя одного из активистов партии — Давлата Усмона, так как их лидер Саид Абдулло Нури решил дать шанс молодым кандидатам. Демократы выдвинули от себя своего лидера — Махмадрузи Искандарова, а реформисты в свою очередь своего лидера — Мухтора Бобоева. Исламисты в своей программе выступали за сохранение в Таджикистане ограниченного секуляризма (так называемой исламской демократии), с полной свободой слова и вероисповедания, но с претворением в сферы жизни страны ряда норм ислама, в упоре во внешней политике на близкие отношения с Исламским миром, в первую очередь с Ираном, Афганистаном, Турцией и Саудовской Аравией, и постепенного возвращения таджикского языка к арабо-персидской письменности взамен действующей кириллицы. Демократы выступали за полноценное либерально-демократическое светское государство с парламентской формой правления, и за союзнические отношения с США и Западным миром, но с сохранением добрых отношений с соседями, в первую очередь с Узбекистаном, Россией, Ираном и Китаем. Реформисты от Партии экономических и политических обновлений Таджикистана также выступали за реформу страны в сторону демократии со светским правлением, делая упор в сторону экономического либерализма.
По мере приближения срока регистрации кандидатов, все трое оппозиционных кандидатов от оппозиционных партий начали жаловаться на бюрократические препятствия, не позволяющие им собрать необходимые 145 тысяч подписей для допуска к выборам. В результате этого, за три недели до президентских выборов, единственным кандидатом, допущенным к участию на выборах был действующий президент республики Эмомали Рахмонов от правящей НДПТ.
В итоге, на выборы были допущены всего два кандидата: действующий президент Республики Таджикистан — Эмомали Рахмонов, который выдвигался от Народно-демократической партии Таджикистана, а также Давлат Усмон от Партии исламского возрождения Таджикистана.
За несколько часов до начала голосования, оппозиция объявила бойкот выборам. Явка на выборах была сверхвысокой, и составила 98,9 %. Победу на выборах по данным ЦИК страны одержал Эмомали Рахмонов, набрав 97,6 % голосов. Давлат Усмон смог набрать 2,1 % голосов. Против всех проголосовали 0,3 % голосующих.
После окончания выборов, Давлат Усмон обвинил властей республики в фальсификации итогов голосования. По его словам, данные были сфальсифицированы по советским традициям.
Иностранные наблюдатели также критиковали выборы. Особенное недовольство они выразили по поводу сложной регистрации кандидатов, их доступа к СМИ и других немаловажных аспектов. 

## Результаты
| Кандидат                 | Партия                                      | Голосов   | %    |
| ------------------------ | ------------------------------------------- | --------- | ---- |
| Эмомали Рахмонов         | Народно-демократическая партия Таджикистана | 2 749 908 | 97,6 |
| Давлат Усмон             | Партия исламского возрождения Таджикистана  | 59 857    | 2,1  |
| Против всех              | Против всех                                 | 7051      | 0,3  |
| Недействительных голосов | Недействительных голосов                    | 18,774    | -    |
| Всего                    | Всего                                       | 2 835 590 | 100  |
| Источник:                |                                             |           |      |